# Насадка внутрішня
Насадка внутрішня (Насадка Борда), (рос. насадка внутренняя (Борда); англ. internal mouthpiece (Borda); нім. Inneneinsatz m, Borda-Inneneinsatz m, Innenaufsatz m) — круглоциліндрична насадка, розміщена з внутрішнього боку стінки посудини (або водойми), з якої вона живиться.
Розрахунок витікання рідини через насадки виконують за формулами для витікання через малий отвір у тонкий стінці, приймаючи коефіцієнт витрати μ згідно емпіричних даних.